# Araneus pallidus
Araneus pallidus (Olivier, 1789) è un ragno appartenente alla famiglia Araneidae.

## Distribuzione
La specie è stata rinvenuta in Portogallo, Francia, Spagna e Algeria.

## Tassonomia
Non sono stati esaminati esemplari di questa specie dal 1968
Attualmente, a dicembre 2013, non sono note sottospecie